# Madame Ravodna
Rachel (Rae) De Léon, dite Espinosa, dite Madame Ravodna, née à Paris le 23 septembre 1885 et morte le 12 novembre 1934 à Johannesburg, est une danseuse et professeure de ballet française.

## Biographie
Fille du chorégraphe Moïse De Léon dit Léon Espinosa,,, Rachel Espinosa est formée à la danse par sa mère à l'école française. Elle commence sa carrière sous le nom de Rae Espinosa. Après la blessure de leur père qui l'empêche de danser, les enfants Espinosa deviennent le soutien financier de la famille. Rachel a trois frères (Edouard, Marius et Léo) et deux sœurs (Judith et Léa).
Avec son frère Edouard, elle tourne en Afrique du Sud en 1917, où elle rencontre Jack Schulman. Elle choisit de rester à Johannesburg. Quelques années plus tard, elle ouvre son propre studio de ballet dans la ville. Elle reçoit une formation classique dans les styles français, italien et russe et enseigne selon les normes établies par Edouard Espinosa dans son manuel qui devient la pierre angulaire de l'Association of Operatic Dancing of Great Britain (plus tard la Royal Academy of Dance (en)). Elle forme un certain nombre d'enseignants sud-africains notables, dont Marjorie Sturman, Poppy Frames, Madge Mann, Pearl Adler, Poppins Salomon et Ivy Conmee. Elle devient la première présidente de l'Association des professeurs de danse de Johannesburg en 1923. Elle est également présidente de l'Association des professeurs de danse SA (Transvaal Centre).
Elle épouse Jack Schulman le 14 mars 1918 à Johannesburg, ils ont deux enfants ensemble,. Elle souffre de problèmes de santé pendant plusieurs années et reçoit un diagnostic de cancer. Elle meurt subitement le 12 novembre 1934 à Johannesburg d'une fracture du crâne après une chute.